# サン・ジョルジョ・スカランピ
サン・ジョルジョ・スカランピ（伊: San Giorgio Scarampi）は、イタリア共和国ピエモンテ州アスティ県にある、人口約100人の基礎自治体（コムーネ）。

## 地理

### 位置・広がり
| 隣接するコムーネは以下の通り。括弧内のCNはクーネオ県所属を示す。 - オルモ・ジェンティーレ - ペルレット (CN) - ロッカヴェラーノ - ヴェージメ |

#### 地震分類
イタリアの地震リスク階級 (it) では、4 に分類される
。